# 星谈 (脱口秀节目)
《星谈》（StarTalk）是由尼尔·德格拉斯·泰森主持的美国脱口秀节目，每周在国家地理频道上播出。节目中，主持人邀请著名的科学家、喜剧演员或各路的名人一起探讨與科学有關的话题。主题包括太空旅行、外星人和宇宙大爆炸理论等等。节目形式并不严肃，其中穿插许多笑点。它被称为是第一档科学主题的深夜脱口秀节目。 该节目系列于2015年4月20日首播。 
节目格式主要基于原版播客的模式，内容包括泰森与每周嘉宾之间的预先录制讨论，这些讨论分布在节目的各个片段中，并穿插现场拍摄内容。嘉宾通常包括知名科学家、喜剧演员和其他名人，一同探讨包括太空旅行、外星生命和宇宙大爆炸理论等多种科学话题。

## 形式
《星談》的節目形式主要沿用了其原版播客的模式。在這個節目中，尼爾·德格拉斯·泰森（Neil deGrasse Tyson）和每週的嘉賓進行的討論會事先錄製好，這些討論內容被分散安排在節目的各個片段之中。  
除此之外，節目中還會穿插一些現場拍攝的內容，包括泰森與常見的喜劇演員之間的對話。這些喜劇演員通常是查克·尼斯（Chuck Nice）、尤金·米爾曼（Eugene Mirman） （页面存档备份，存于）或梅夫·希金斯（Maeve Higgins），他們與泰森就特定專業領域相關的話題進行討論和交流。
在每集節目接近結尾時，會播出一段簡短的錄音，這段錄音以比爾·奈（Bill Nye）的視角介紹該集的主題。這種結構設計使得《星談》既具有深度的科學探討，又不失輕鬆幽默的元素，為觀眾提供一種獨特的科學娛樂體驗。

## 后续事件
从2018年11月到2019年3月，由于主持人泰森遭到了性骚扰指控。国家地理和福克斯均表示将对这些指控进行调查，因此第5季内容被暂时搁置。2019年3月15日国家地理和福克斯完成调查并消除对泰森的指控，节目重新开始播出。 

## 流行文化
2015年8月27日， 二十世纪福克斯公司发布了电影《火星人》采用《星谈》特集形式的病毒式视频广告。 
1. ↑  Cofield, Calla. . space.com.   [2020-04-16]. （原始内容存档于2021-01-27）.
2. ↑  Kevin Day, Patrick. . Los Angeles Times. 18 March 2015  [18 March 2015]. （原始内容存档于2020-11-08）.
3. ↑  .   [23 July 2019]. （原始内容存档于2019-07-27）.
4. ↑  Bradley, Laura. . August 28, 2015  [September 1, 2015]. （原始内容存档于2015-08-30）.